# Liste der Naturdenkmale in Weiden (Landkreis Birkenfeld)
Die Liste der Naturdenkmale in Weiden nennt die im Gemeindegebiet von Weiden ausgewiesenen Naturdenkmale (Stand 15. Juli 2013).

## Naturdenkmale
| Nr.         | Bezeichnung | Lage                                   | Beschreibung    | Bild                                    |
| ----------- | ----------- | -------------------------------------- | --------------- | --------------------------------------- |
| ND-7134-414 | Dicke Buche | östlich des Ortes; Abteilung Sang Lage | Fagus sylvatica | Direkt Bild zu diesem Denkmal hochladen |